# EMA 2008
EMA 2008 je potekala 3. februarja 2008 (finalni izbor) v Studiu 1 RTV SLO. Do 30. novembra 2007 je potekalo zbiranje prijav za nastop na EMI 2008, med katerimi je komisija (Elza Budau, Andrej Šifrer, Vojko Sfiligoj, Samo Koler, Igor Pirkovič) izbrala 20 skladb, ki naj bi nastopile v dveh polfinalnih večerih, ter dve rezervni skladbi (Brigita Šuler ter Cole in predsednik). 
Ker je bila skladba Eo eo skupine Zaka' pa ne predvajana pred začetkom prireditve EMA 08, je kršila pravila javnega razpisa in nadomestila jo je pesem Samara v izvedbi Brigite Šuler. Kasneje je bila diskvalificirana tudi pesem Extrem v izvedbi Petre Pečovnik zaradi besedila pesmi, del katerega je že bil predvajan in objavljen. Del besedila je bil namreč enak besedilu v pesmi Moj extrem Jasne Šantavec Mohar, s katero je Petra sodelovala kot spremljevalna vokalistka. Namesto Petre sta na prvem predizboru pod zaporedno številko 5 nastopila Cole in predsednik s skladbo Dober planet.

## Potek izbora
Izbor je potekal tri večere: prirejena sta bila dva predizbora in finalni izbor, kot na EMI 2007. V vsakem polfinalnem večeru je nastopilo 10 skladb, izmed katerih se jih je v finalni izbor uvrstilo najboljših 5. V finalnem izboru je torej skupno tekmovalo 10 skladb. Dve skladbi iz finalnega izbora, ki sta v prvem krogu glasovanja prejeli najvišje število glasov, sta se uvrstili v drugi krog glasovanja (superfinale). Zmagovalec drugega kroga je postal slovenski predstavnik na Pesmi Evrovizije 2008.

## Glasovanje
V polfinalnih večerih in v obeh krogih finalnega izbora je glasovalo občinstvo preko stacionarnih telefonov in mobilnikov. V primeru, da zaradi tehničnih težav telefonsko glasovanje ne bi bilo mogoče, bi se upoštevale točke za to določene nadomestne žirije, kar pa se ni zgodilo.

## I. predizbor
Prvi predizbor je potekal 1. februarja 2008. Vodila sta ga Lorella Flego in Peter Poles.
| #   | Izvajalec                       | Naslov pesmi                     | Avtor glasbe                     | Avtor besedila      | Avtor aranžmaja                  | Št. tel. glasov |
| --- | ------------------------------- | -------------------------------- | -------------------------------- | ------------------- | -------------------------------- | --------------- |
| 1.  | Langa in Civili                 | Za svobodo divjega srca          | Mišo Kontrec                     | Feri Lainšček       | Miha Hercog                      | 7.176           |
| 2.  | Slovenia United & Grupa občanov | Kako je ne bi imel rad           | Jurjev Kolk                      | Jurjev Kolk         | Jernej Brence                    | 1.463           |
| 3.  | Mirna Reynolds                  | Lepi fantje                      | Robi Povše                       | Mirna Reynolds      | Robi Povše                       | 379             |
| 4.  | Dennis                          | Ni me sram                       | Denis Vučak, Zvone Tomac         | Denis Vučak         | Vatroslav Tomac, Zvone Tomac     | 1.354           |
| 5.  | Cole in predsednik              | Dober planet                     | Josip-Cole Moretti, Miklavž Ašič | Jože Andrejaš       | Miklavž Ašič, Josip-Cole Moretti | 1.742           |
| 6.  | Andraž Hribar                   | Corpomorto (Jutri jadram naprej) | Andraž Hribar                    | Andraž Hribar       | Rok Golob, Andraž Hribar         | 1.467           |
| 7.  | Turbo Angels                    | Zabava                           | Ed Fisher                        | Boštjan Groznik     | Ed Fisher, Raay                  | 2.983           |
| 8.  | Ylenia                          | Našel si me                      | Marino Legovič                   | Damjana Kenda Hussu | Marino Legovič                   | 1.580           |
| 9.  | Manca Špik                      | Še vedno nekaj čutim             | Raay                             | Urša Vlašič         | Raay                             | 1.831           |
| 10. | Johnny Bravo                    | Butn ..., butn!!!                | Leon Oblak                       | Leon Oblak          | Bor Zuljan                       | 4.683           |

S krepkimi črkami zapisani izvajalci so se uvrstili v finale.

## II. predizbor
Drugi predizbor je potekal 2. februar 2008. Vodila sta ga Tjaša Hrobat in Jure Sešek.
| #   | Izvajalec           | Naslov pesmi     | Avtor glasbe       | Avtor besedila                 | Avtor aranžmaja              | Št. tel. glasov |
| --- | ------------------- | ---------------- | ------------------ | ------------------------------ | ---------------------------- | --------------- |
| 1.  | Stereotipi          | Naravnost v srce | Dare Kaurič        | Dare Kaurič, Janez Rupnik      | Dare Kaurič, Vatroslav Tomac | 1.831           |
| 2.  | Rebeka Dremelj      | Vrag naj vzame   | Josip Miani - Pipi | Amon                           | Josip Miani - Pipi           | 3.541           |
| 3.  | Tina Gačnik - Tiana | Povej!           | Bor Zuljan         | Leon Oblak                     | Bor Zuljan                   | 2.986           |
| 4.  | 4Play               | DJ               | Miha Hercog        | Igor Mazul                     | Miha Hercog                  | 6.367           |
| 5.  | Halgato Band        | Nomadi           | Milan Ostojić      | Feri Lainšček                  | Grega Forjanič               | 1.525           |
| 6.  | Neža Trobec         | Prav ti          | Borut Praper       | Rok Predin                     | Borut Praper, Rok Predin     | 631             |
| 7.  | Iris                | Peti element     | Sabina Hribernik   | Sabina Hribernik, Saša Lendero | Miha Hercog                  | 2.018           |
| 8.  | Brigita Šuler       | Samara           | Werner Brozovič    | Andreja Brozovič               | Robert Grubišić              | 3.413           |
| 9.  | Eva Černe           | Dovolj           | Boštjan Grabnar    | Damjana Kenda Hussu            | Boštjan Grabnar              | 4.919           |
| 10. | Male malice         | Spam             | Tadej Vasle        | Tadej Vasle                    | Tadej Vasle                  | 2.247           |

S krepkimi črkami zapisani izvajalci so se uvrstili v finale.

## Finalni izbor
Finalni izbor je potekal 3. februarja 2008. Vodila sta ga Bernarda Žarn in Mario Galunič.
| #   | Izvajalec           | Naslov pesmi            | Št. tel. glasov | Uvrstitev |
| --- | ------------------- | ----------------------- | --------------- | --------- |
| 1.  | Manca Špik          | Še vedno nekaj čutim    | 3.432           | 9.        |
| 2.  | Eva Černe           | Dovolj                  | 8.044           | 5.        |
| 3.  | Langa in Civili     | Za svobodo divjega srca | 21.193          | 1.        |
| 4.  | 4Play               | DJ                      | 9.134           | 4.        |
| 5.  | Johnny Bravo        | Butn ..., butn!         | 6.192           | 7.        |
| 6.  | Tina Gačnik - Tiana | Povej!                  | 4.945           | 8.        |
| 7.  | Cole in predsednik  | Dober planet            | 3.189           | 10.       |
| 8.  | Rebeka Dremelj      | Vrag naj vzame          | 12.665          | 2.        |
| 9.  | Turbo Angels        | Zabava                  | 7.914           | 6.        |
| 10. | Brigita Šuler       | Samara                  | 9.746           | 3.        |

#### Superfinale
| Izvajalec       | Naslov pesmi            | Št. tel. glasov | Uvrstitev |
| --------------- | ----------------------- | --------------- | --------- |
| Langa in Civili | Za svobodo divjega srca | 56.428          | 2.        |
| Rebeka Dremelj  | Vrag naj vzame          | 56.823          | 1.        |